# 2013
2013 (MMXIII) година е обикновена година, започваща във вторник според Григорианския календар.
Съответства на:
- 1462 година по арменския календар
- 7521 година по Прабългарския календар
- 6763 година по асирийския календар
- 2963 година по берберския календар
- 1375 година по бирманския календар
- 2557 година по будисткия календар
- 5773 – 5774 година по еврейския календар
- 2005 – 2006 година по етиопския календар
- 1391 – 1392 година по иранския календар
- 1434 – 1435 година по ислямския календар
- 4709 – 4710 година по китайския календар
- 1729 – 1730 година по коптския календар
- 4346 година по корейския календар
- 2766 години от основаването на Рим
- 2556 година по тайландския слънчев календар
- 102 година по Чучхе календара

## Събития

### Януари
- 1 януари
  - Ирландия поема председателството на Европейския съюз.[1]
  - Украйна поема председателството на ОССЕ.[2]
- 5 януари – Стартира 34-тото издание на Рали Дакар 2013.
- 13 януари – Състои се церемонията по връчването на 70-ите награди Златен глобус 2013 г.
- 14 януари – Стартира 101-вото издание Откритото първенство на Австралия 2013 по тенис.
- 19 януари – Покушение над Ахмед Доган в НДК
- 27 януари – Референдум в България (2013).

### Февруари
- 15 февруари – Челябински метеоритен взрив
- 20 февруари – Българският фотограф, алпинист и застъпник за граждански права Пламен Горанов се самозапалва в знак на протест пред сградата на Община Варна.
- 20 февруари – Поради ескалиране на Антимонополни протести в България, Бойко Борисов подава оставката на правителството на ГЕРБ.
- 24 февруари – Състои се Осемдесет и петата церемония по връчване на филмовите награди „Оскар“.
- 24 февруари – На Патриаршеския избирателен църковен събор Неофит Български е избран за патриарх на Българската православна църква.
- 28 февруари – Никос Анастасиадис става Президент на Република Кипър.

### Март
- 7 март – Милош Земан е избран за Президент на Чехия.
- 18 март – Излиза SimCity във Великобритания и България.
- 13 март – Франциск е избран за римски папа.
- 17 март – Стартира 64-тият сезон на ФИА Световен шампионат на Формула 1 (2013) в Австралия.
- 21 март – Състои се премиерата на американския компютърно анимиран филм Круд.
- 28 март – Откриване на Парадайс център в София.

### Април
- 15 април – Бомбени атентати в Бостън, Масачузетс, САЩ.
- 26 април – Премиера на филма Железният човек 3.
- 28 април – Енрико Лета става министър-председател на Италия.
- 30 април – Беатрикс Нидерландска абдикира от престола в полза на своя най-голям син и престолонаследник Вилем-Александър Орански.

### Май
- 12 май – Предсрочни парламентарни избори в България.
- 18 май – Състои се финалът на Евровизия 2013.
- 19 май – Безредици в Швеция (2013).
- 24 май – Премиера на американския игрален екшън филм Бързи и яростни 6.
- 25 май – Открит е паметник на Вълкана Стоянова в родното ѝ село Люлин.
- 28 май – Протест преди гласуването на правителството на Орешарски.
- 28 май – Антиправителствени протести в Турция (2013).
- 29 май – Избран е кабинет от коалиция на БСП и ДПС с министър-председател Пламен Орешарски.

### Юни
- 2 юни – Национален протест срещу правителството на Орешарски.
- 14 юни – Открит е Дунав мост 2
- 14 юни – Делян Пеевски е избран от правителството на БСП И ДПС за шеф на ДАНС. Това предизвиква масови протести и изчерпване на кредита към правителството. Три дни по-късно кандидатурата на Делян Пеевски е оттеглена, но най-многобройните протести продължават чак до лятото на 2014 г.
- 19 юни – Земетресение с магнитуд 5,3 по скалата на Рихтер, с епицентър град Старобачати, Сибир, Русия.

### Юли
- 6 юли – Самолетът при полет 214 на „Ейжиана Еърлайнс“ се разбива на международното летище в „Сан Франциско“, убива 3-ма и ранява 181 от 307-те души на борда.
- 16 юли – Трагедия в рудник Ораново.
- 19 юли – Премиера на американския екшън филм за супергерои Шут в г*за! 2.

### Октомври
- 16 октомври – Самолетът при полет 301 на „Лао Еърлайнс“ се разбива в река Меконг близо до Паксе, Лаос, при което загиват всички 49 души на борда.

### Ноември
- 1 ноември – Денят на будителите започва с окупация на ректората на Софийския университет. Студентите са недоволни от политиката на управляващите и се обявяват за предсрочни избори. Подкрепят ги още университети в страната.
- 17 ноември – 50 души загиват при катастрофа, когато самолетът при полет 363 на „Татарстан Еърлайнс“ на международното летище „Казан“, Казан, Русия.
- 21 ноември – Срутва се покрива на супермаркет MAXIMA в Рига, Латвия. Загиват 54 души.
- 24 ноември – Завършва 64-тият сезон на ФИА Световен шампионат на Формула 1 (2013) в Бразилия.
- 29 ноември – Самолетът при полет 470 на „LAM Мозамбик Еърлайнс“ катастрофира в националния парк Буабуата, Намибия при пилотно масово убийство – самоубийство и убива всички 33 души на борда.

### Предстоящи
- Европейският съюз ще въведе общоевропейска шофьорска книжка.
- Планирано изстрелване на Джеймс Уеб (телескоп) в космоса.

## Родени
22 юли – принц Джордж Александър Луи

## Починали

### Януари
- 1 януари – Пати Пейдж, американска певица (* 1927 г.)
- 7 януари
  - Дейвид Елис, американски режисьор (* 1952 г.)
  - Хюъл Хаузър, американски комик (* 1945 г.)
- 9 януари – Джеймс Бюканън, американски икономист, нобелов лауреат (* 1919 г.)
- 11 януари – Арон Шварц, американски програмист (* 1986 г.)
- 15 януари – Нагиса Ошима, японски режисьор (* 1932 г.)
- 20 януари – Йорг Щайнер, швейцарски писател (* 1930 г.)
- 21 януари – Майкъл Уинър, британски режисьор (* 1935 г.)

### Февруари
- 1 февруари – Ед Коч, американски политик (* 1924 г.)
- 3 февруари – Оскар Фелцман, руски композитор (* 1921 г.)
- 5 февруари – Леда Милева, българска писателка, преводачка и дипломат (* 1920 г.)
- 10 февруари – Макс Болигер, швейцарски поет и детски писател (* 1929 г.)
- 13 февруари – Радка Донел, швейцарска писателка (* 1928 г.)
- 14 февруари – Роналд Дуоркин, американски философ (* 1931 г.)
- 15 февруари – Тодор Колев, български актьор и певец (* 1939 г.)
- 19 февруари – Робърт Ричардсън, американски физик, носител на Нобелова награда (* 1937 г.)
- 25 февруари – Антони Траянов (Чичо Тони), български аниматор (* 1938 г.)
- 26 февруари – Стефан Хесел, френски дипломат и писател (* 1917 г.)
- 27 февруари – Ван Клайбърн, американски пианист (* 1934 г.)
- 27 февруари – Рамон Декерс, холандски състезател по кикбокс (* 1969 г.)
- 28 февруари – Доналд Глейзър, американски физик и невробиолог, носител на Нобелова награда (* 1926 г.)

### Март
- 3 март
  - Пламен Горанов, български фотограф, алпинист и застъпник за граждански права (* 1976 г.)
- 5 март
  - Уго Чавес, президент на Венецуела (* 1954 г.)
  - Христо Добрев, български военен деец (* 1923 г.)
- 20 март
  - Зилур Рахман, президент на Бангладеш (* 1929 г.)
  - Джеймс Хърбърт, британски писател (* 1943 г.)
- 22 март
  - Чинуа Ачебе, нигерийски писател (* 1930 г.)
  - Бебо Валдес, кубински музикант (* 1918 г.)
- 23 март – Борис Березовски, руски предприемач (* 1946 г.)
- 26 март – Николай Сорокин, съветски руски театрален и киноактьор, театрален режисьор (* 1952 г.)
- 28 март – Ричард Грифитс, английски актьор (* 1947 г.)

### Април
- 2 април – Хесус Франко, испански режисьор (* 1930 г.)
- 8 април – Маргарет Тачър, британски политик (* 1925 г.)
- 10 април
  - Реймон Будон, френски социолог (* 1934 г.)
  - Робърт Едуардс, британски физиолог, носител на Нобелова награда (* 1925 г.)
- 11 април – Джонатан Уинтърс, американски актьор и комик (* 1925 г.)
- 14 април – Колин Дейвис, британски диригент (* 1927 г.)
- 19 април
  - Франсоа Жакоб, френски биолог, носител на Нобелова награда (* 1920 г.)
  - Алън Арбъс, американски актьор (* 1918 г.)
- 25 април – Петър Гюзелев, български музикант (* 1945 г.)
- 26 април – Джордж Джоунс, американски кънтри певец (* 1931 г.)

### Май
- 2 май – Джеф Ханеман, американски китарист (* 1964 г.)
- 4 май – Кристиан дьо Дюв, белгийски биохимик, носител на Нобелова награда (* 1917 г.)
- 5 май
  - Иван Сосков, български математик (* 1954 г.)
  - Петър Попйорданов, български актьор (* 1964 г.)
  - Сара Кирш, германска поетеса (* 1935 г.)
- 6 май – Джулио Андреоти, италиански политик (* 1919 г.)
- 20 май – Рей Манзарек, американски музикант (* 1939 г.)
- 23 май
  - Жорж Мустаки, френски певец (* 1934 г.)
  - Димитър Овчаров, български археолог и изкуствовед (* 1931 г.)
- 26 май
  - Джак Ванс, американски писател (* 1916 г.)
  - Иванка Гръбчева, българска режисьорка (* 1946 г.)
- 31 май
  - Владимир Гоев, български художник (* 1925 г.)
  - Джийн Стейпълтън, американска актриса (* 1923 г.)

### Юни
- 3 юни – Невена Тошева, български режисьор (* 1922 г.)
- 6 юни – Джеръм Карл, американски физикохимик, носител на Нобелова награда (* 1918 г.)
- 7 юни – Пиер Мороа, френски политик, министър-председател на Франция от 1981 до 1984 (* 1928 г.)
- 9 юни – Иън Банкс, шотландски писател (* 1954 г.)
  - Валтер Йенс, немски литературен историк (* 1923 г.)
- 11 юни – Робърт Фогел, американски икономист, носител на Нобелова награда (* 1926 г.)
- 15 юни
  - Кенет Уилсън, американски физик, носител на Нобелова награда (* 1936 г.)
  - Хосе Фройлан Гонсалес, аржентински пилот от Формула 1 (* 1922 г.)
- 16 юни – Отмар Валтер, германски футболист (* 1924 г.)
- 18 юни – Майкъл Хейстингс, американски журналист (* 1980 г.)
- 19 юни
  - Джеймс Гандолфини, американски актьор (* 1961 г.)
  - Винс Флин, американски писател (* 1966 г.)
- 22 юни – Лиана Даскалова, българска писателка и поетеса (* 1927 г.)
- 28 юни – Благой Зилямов, български щангист и треньор (* 1952 г.)

### Юли
- 1 юли – Стоян Ганев, български юрист и политик (* 1955 г.)
- 2 юли – Дъглас Енгълбърт, американски изобретател (* 1925 г.)
- 7 юли – Невена Симеонова, българска актриса (* 1937 г.)
- 13 юли – Кори Монтийт, канадски актьор и музикант (* 1982 г.)
- 17 юли – Николай Благоев – Никс – певец (* 1989)
- 20 юли – Хелън Томас, американска журналистка (* 1920 г.)
- 22 юли – Денис Фарина, американски актьор (* 1944 г.)
- 25 юли – Бернадет Лафон, френска актриса (* 1938 г.)
- 26 юли – Джей Джей Кейл, американски музикант (* 1938 г.)
- 28 юли – Айлийн Бренан, американска актриса (* 1932 г.)
- 30 юли – Робърт Бела, американски социолог (* 1927 г.)
- 31 юли – Майкъл Ансара, американски актьор (* 1922 г.)

### Август
- 8 август – Карън Блек, американска актриса (* 1939 г.)
- 11 август – Зофия Хилчер-Курнатовска, полска археоложка (* 1932 г.)
- 12 август – Йохан-Фрисо Орански, граф на Оранж-Насау (* 1968 г.)
- 20 август – Елмор Ленард, американски писател (* 1925 г.)
- 21 август – Чарлс Фулъртън, американски астронавт (* 1936 г.)
- 24 август – Джули Харис, американска актриса (* 1925 г.)
- 26 август – Волфганг Херндорф, немски писател и художник (* 1965 г.)
- 30 август – Шеймъс Хийни, ирландски поет, носител на Нобелова награда (* 1939 г.)
- 31 август – Дейвид Фрост, британски журналист (* 1939 г.)

### Септември
- 2 септември
  - Роналд Коуз, британски икономист, носител на Нобелова награда (* 1910 г.)
  - Фредерик Пол, американски писател (* 1919 г.)
- 12 септември – Рей Долби, американски инженер и изобретател (* 1933 г.)
- 18 септември – Марсел Райх-Раницки, немски литературен критик (* 1920 г.)
- 22 септември – Дейвид Хюбъл, канадски неврофизиолог, носител на Нобелова награда (* 1926 г.)
- 23 септември – Алис Крайчева, телевизионен журналист (* 1948 г.)

### Октомври
- 1 октомври – Том Кланси, американски писател (* 1947 г.)
- 3 октомври – Сергей Белов, баскетболист и треньор (* 1944 г.)
- 4 октомври – Во Нгуен Зиап, виетнамски генерал (* 1911 г.)
- 7 октомври – Патрис Шеро, френски режисьор (* 1944 г.)
- 9 октомври – Вилфрид Мартенс, фламандски политик (* 1936 г.)
- 10 октомври – Скот Карпентър, американски астронавт (* 1925 г.)
- 20 октомври – Лорънс Клайн, американски икономист, Нобелов лауреат (* 1920 г.)
- 24 октомври – Маноло Ескобар, испански певец (* 1931 г.)
- 27 октомври – Лу Рийд, американски музикант (* 1942 г.)

### Ноември
- 7 ноември – Манфред Ромел, германски политик (* 1928 г.)
- 17 ноември – Дорис Лесинг, британска писателка, носителка на Нобелова награда (* 1919 г.)
- 19 ноември – Фредерик Сангър, британски биохимик, носител на Нобелова награда (* 1918 г.)
- 25 ноември – Петер Курцек, немски писател (* 1943 г.)
- 26 ноември – Арик Айнщайн, израелски певец (* 1939 г.)
- 26 ноември – Темистокъл Попа, Румънски актьор, музикант и композитор (* 1921 н.)
- 30 ноември – Пол Уокър, американски актьор (* 1973 г.)

### Декември
- 5 декември – Нелсън Мандела, южноафрикански политик, носител на Нобелова награда (* 1918 г.)
- 8 декември – Джон Корнфорт, австралийски химик, носител на Нобелова награда (* 1917 г.)
- 11 декември – Надир Афонсо, португалски архитект и художник (* 1920 г.)
- 13 декември – Марсел Селие, швейцарски продуцент (* 1925 г.)
- 14 декември
  - Питър О'Тул, ирландски актьор (* 1932 г.)
  - Джанет Дейли, американска писателка (* 1944 г.)
- 16 декември – Рей Прайс, американски кънтри певец (* 1926 г.)
- 23 декември – Михаил Калашников, руски оръжеен конструктор (* 1919 г.)
- 24 декември – Хелга М. Новак, немска писателка (* 1935 г.)
- 29 декември – Войчех Килар, полски пианист, диригент и композитор (* 1932 г.)

## Други
- Действието на видеоиграта Grand Theft Auto 2 се развива през 2013 г.